# Giovanni Battista Colurcio
Giovanni Battista Colurcio (Crotone, 12 luglio 1938) è un politico italiano.

## Biografia
Nativo di Crotone, di professione operaio, si iscrisse al PCI.
Si candidò alle elezioni politiche del 1976, venendo eletto deputato nella VII Legislatura, rimase in carica fino allo scioglimento anticipato della legislatura nel 1979.